# Кристиан Лудвиг фон Харденберг (1662 – 1736)
Кристиан Лудвиг фон Харденберг (на немски: Christian Ludwig Freiherr von Hardenberg; * 12 октомври 1662 в Харденберг, Хановер; † 6 декември 1736 в Харденберг) е фрайхер, благородник от род Харденберг в Долна Саксония, „ландшафт-лицент комисар“ в Хановер.
Той е най-големият син (от девет деца) на Хилдебранд Кристоф фон Харденберг (1621 – 1682) и втората му съпруга Магдалена Кристина Кай фон Зеещет от Дания (1631 – 1688), дъщеря на Кай фон Зеещет и Анна фон Алефелт (1592 – 1645).
Братята му са Георг Антон фон Харденберг (1666 – 1721), Хилдебранд Кристоф фон Харденберг (1668 – 1737) и Фридрих Дитрих фон Харденберг (1674 – 1739).

## Фамилия
Кристиан Лудвиг фон Харденберг се жени на 4 януари 1694 г. в Херцберг, Хесен-Насау за фрайин Катарина Сибила фон Дьорнберг (* 4 май 1669, Херцберг, Хесен-Насау; † 18 юни 1767, Хановер), дъщеря на фрайхер Лудвиг фон Дьорнберг († 1696) и Сибила фон Вангенхайм († 1742). Те имат децата:
- Фридрих Карл (1696 – 1763), хановерски таен камера-съветник, градински директор, дипломат във Виена (1750), също таен съветник и военен президент
- Август Улрих (1709 – 1778), хановерски таен съветник, дипломат
- Ханс Кристоф (1703 – 1747), хановерски полковник и генерал-адютант
- Георг Вилхелм (1705 – 1774), немски рицар и орден-комтур и курсаксонски генералмайор
- Кристиан Лудвиг фон Харденберг (* 3 ноември 1700, Нортен, Хановер; † 26 ноември 1781, Хановер), женен на 20 август 1749 г. в Есенроде, Хановер за Анна София Еренгарта фон Бюлов (* 18 януари 1731, Есенроде, Хановер; † 1 септември 1809, Байройт)
- Магдалена Кристина фон Харденберг (* 6 октомври 1701; † 22 април 1790, Хановер), омъжена на 29 септември 1729 г. във Ваке за Август Вилхелм фон Вангенхайм (* 8 януари 1697, Хановер; † 25 ноември 1764, Хановер), син на Хартман Лудвиг фон Вангенхайм (1638 – 1718) и Анна Магдалена фон Реден (1645 – 1730/1736)